# Edith Potter
Edith Louise Potter (* 26. September 1901 in Clinton, Iowa; † 22. März 1993 während einer Kreuzfahrt in der Karibik) war eine US-amerikanische Ärztin und langjährige Hochschullehrerin der University of Chicago, die sich auf pädiatrische Pathologie spezialisierte. Sie prägte den Begriff der Potter-Sequenz sowie die vier Potter-Typen zur Einteilung von Zystennieren.

## Werdegang
Edith Potter wurde 1901 als einzige Tochter von William Harvey Potter, der als Eisenbahningenieur tätig war, und Edna Rugg geboren. Bereits in früher Kindheit zog die Familie über Wisconsin nach Minnesota, wo Potter ihre schulische Ausbildung erhielt. Dort besuchte sie auch die University of Minnesota, an der sie ihr Medizinstudium 1926 (nach anderen Quellen bereits 1925) mit dem M. D. abschloss. Nach dem Studium war sie als Assistenzärztin im Minneapolis Hospital tätig und absolvierte eine Studienreise nach Wien, von der sie 1927 nach Minnesota zurückkehrte. Im Anschluss praktizierte die Amerikanerin fünf Jahre als Ärztin und erlangte 1932 parallel den Master of Science. Daraufhin vertiefte sie ihre Studien im Fach Pathologie und promovierte 1934 zum Ph.D. an der University of Minnesota.
Noch im selben Jahre zog Edith Potter nach Chicago, um dort eine Tätigkeit als Dozentin am neu eröffneten Chicago Lying-in Hospital, der Frauenklinik der University of Chicago, aufzunehmen. An der Universität lehrte und forschte sie, ab 1947 als außerplanmäßige und ab 1956 als planmäßige Professorin für Pathologie, bis sie 1967 emeritiert wurde. Ihren Lebensabend verbrachte sie in Fort Myers, Florida, ehe sie am 22. März 1993 während einer Kreuzfahrt in der Karibik verstarb.

## Wissenschaftliche Leistung
Edith Potters wissenschaftlicher Schwerpunkt wurde maßgeblich von Herman Bundeson beeinflusst, dem damaligen Leiter des Gesundheitsamtes in Chicago. Dieser verschrieb sich der Senkung der Kindersterblichkeit in der Stadt, sodass von nun an kaum ein verstorbenes Neugeborenes ohne Obduktion beerdigt werden durfte. Dies führte dazu, dass Potter in ihrer 33-jährigen Karriere in Chicago über 10.000 solcher Obduktionen durchführte und sich somit eine weitreichende Expertise auf dem Gebiet der pädriatischen Pathologie erarbeitete. 1953 veröffentlichte sie erstmals das Standardwerk Pathology of the fetus and newborn, das in späteren Auflagen Potter’s Pathology of the Fetus, Infant and Child hieß und bis heute aufgelegt wird (letztmals 2007). Ein weiteres größeres Forschungsfeld Potters war die Hämolyse bei Rhesus-Inkompatibilität.
Eine besondere Entdeckung machte Potter, als sie Auffälligkeiten bei 20 obduzierten Neugeborenen mit bilateraler Nieren-Agenesie (beidseitigem Fehlen der Nieren) feststellte. Alle Kinder wiesen zusätzlich eine Lungenhypoplasie sowie Fehlbildungen an Extremitäten und Gesicht auf, wobei letztere besonders markant waren und fortan als Potter-Facies bezeichnet wurden: Mikrogenie, Hypertelorismus, Epikanthus medialis und fehlende Knorpelsubstanz der Ohrmuschel. Der gesamte Syndromkomplex wurde als Potter-Syndrom oder renale Dysplasie bezeichnet, wobei sich erst später herausstellte, dass alle Eigenschaften auf eine verminderte Produktion von Fruchtwasser zurückzuführen sind. Infolgedessen spricht man heute von der Potter-Sequenz oder auch der Oligohydramnion-Sequenz.
Zudem etablierte sie eine Einteilung von Zystennieren, die noch heute als vier Potter-Typen gebräuchlich ist.
Insgesamt veröffentlichte die Amerikanerin sechs Bücher sowie 140 wissenschaftliche Artikel.

## Ehrungen
Edith Potter erhielt Ehrendoktorwürden der University of Pennsylvania, der University of South Florida, an der seit 1988 eine jährliche Edith-Potter-Vorlesung gehalten wird, sowie der Universidade de São Paulo, an der sie 1949 als Gastprofessorin tätig war. Ihre Leistungen wurden unter anderem von der American Gynecological Society, der National Association for Retarded Children (heute Arc of the United States) und der University of Minnesota gewürdigt. Ferner war sie Ehrenmitglied der Society for Pediatric Pathology und wurde 1983 in die Hall of Fame des American Congress of Obstetricians and Gynecologists aufgenommen.

## Persönliches
Edith Potter heiratete am 17. Juni 1944 (nach anderen Quellen bereits 1943) Alvin Meyer, der eine Tochter mit in die Ehe brachte. Meyer verstarb 1976, in dessen Folge sie Frank Deats, einen Freund der Familie, ehelichte, allerdings bereits 1983 erneut verwitwet wurde.